# 7人制ラグビー女子ケニア代表
7人制ラグビー女子ケニア代表（英語: Kenya women's national rugby sevens team）は、国際大会に派遣される7人制ラグビーの女子ケニア代表チームである。愛称は「リオネシス (Lionesses)」。
コモンウェルスゲームズ、アフリカウーマンセブンズなどに出場している。

## 歴史
2014年、香港ウーマンセブンズに初出場。
その後2015年、リオ五輪7人制ラグビーアフリカ予選決勝で敗れたものの、優勝した南アフリカ代表が出場できなくなったので代わりにリオ五輪出場が決定。

## 成績

### 夏季オリンピック
| 年   | ラウンド             | 順位 | 試 | 勝 | 負 | 分 |
| ---- | -------------------- | ---- | -- | -- | -- | -- |
| 2016 | プレートラウンド敗退 | 11位 | 5  | 1  | 4  | 0  |
| 2021 | 予選敗退             | 10位 | 5  | 1  | 4  | 0  |
| 計   | 優勝 0 回            | 2/2  | 10 | 2  | 8  | 0  |

### コモンウェルスゲームズ
| 年   | ラウンド             | 順位 | 試 | 勝 | 負 | 分 |
| ---- | -------------------- | ---- | -- | -- | -- | -- |
| 2018 | プレートラウンド敗退 | 6    | 5  | 3  | 2  | 0  |
| 計   | 優勝 0 回            | 1/1  | 5  | 3  | 2  | 0  |

## 直近大会の代表スコッド
東京2020オリンピック競技大会女子ケニア代表選手
1. フィラデルフィア・オランド (C)
2. シェイラ・チャジラ
3. ステラー・ワフラ
4. クリスタベル・リンド
5. リーフ・ワンボイ
6. ユディト・アーマ
7. ビビアン・オクワッハ
8. サラ・ヌドゥンデ
9. グレース・アディヒアンボ
10. シンシア・アティエノ
11. ジャネット・オケロ
12. シナイダ・アウラ
13. ディアナ・アウィノ

(C)はキャプテン